# Acanthastrea bowerbanki
Espèce
Statut de conservation UICN

 VU A4ce : Vulnérable
Statut CITES
Acanthastrea bowerbanki est une espèce de coraux appartenant à la famille des Lobophylliidae ou à la famille des Mussidae.